# Marco Arop
Marco Arop, né le 20 septembre 1998 à Khartoum au Soudan, est un athlète canadien spécialiste du 800 mètres, champion du monde en 2023 à Budapest.

## Biographie

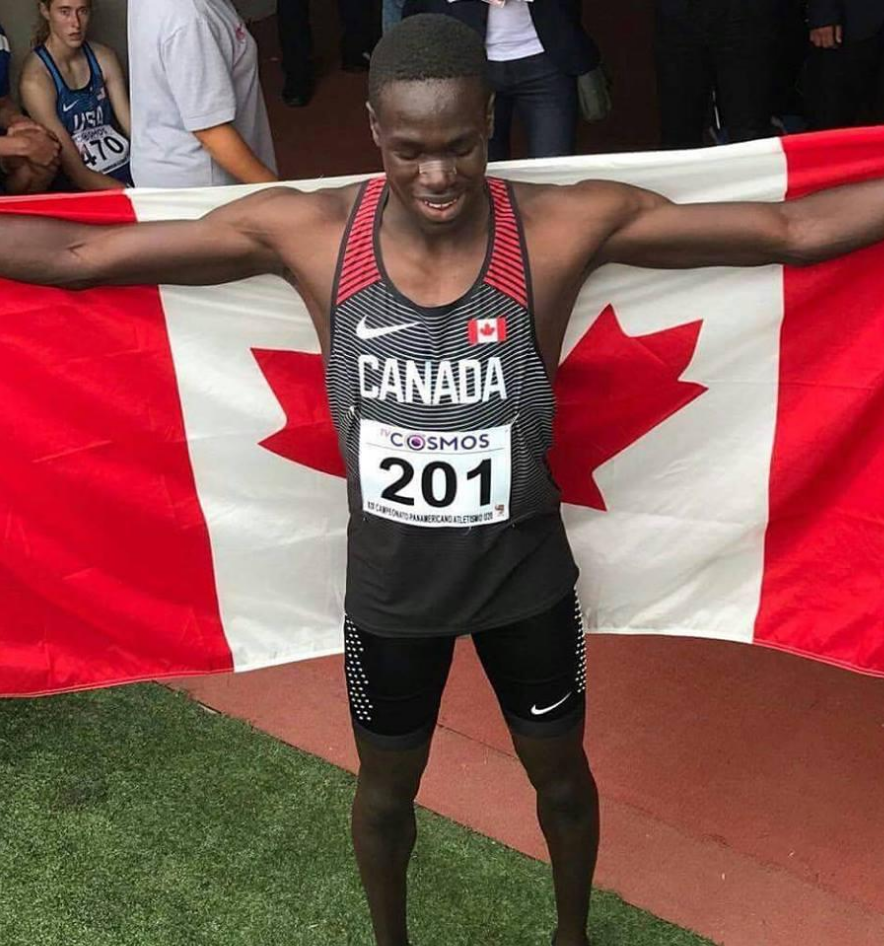
Marco Arop en 2017.

La Famille Arop quitte le Soudan lors de la guerre civile dans les années 1990 pour s'installer au Canada.
Marco Arop se classe deuxième du 800 mètres lors des championnats panaméricains juniors 2017 et des championnats NACAC 2018.

### Titre aux Jeux panaméricains (2019)

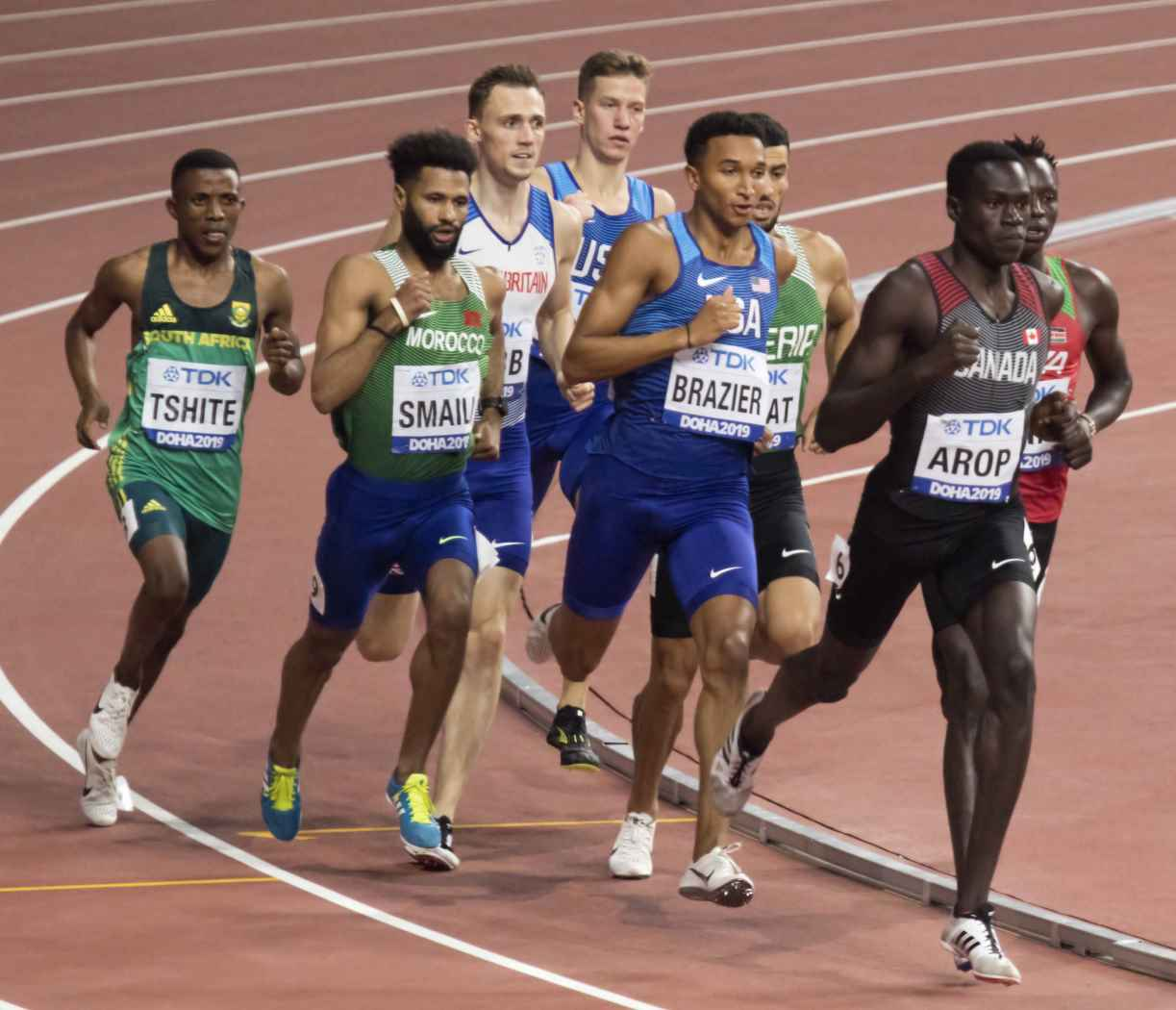
Lors des championnats du monde 2019 à Doha.

En 2019, il établit un nouveau record du Canada en salle du 800 m à Clemson, en 1 min 45 s 90. Plus tard dans la saison, il remporte la médaille d'or du 800 m lors des Jeux panaméricains, à Lima en battant le record des Jeux datant de 2007 en 1 min 44 s 25. Il se classe 7e des championnats du monde à Doha.
Le 14 août 2020, il termine 3e du Meeting Herculis de Monaco en 1 min 44 s 14, record personnel.
Le 9 juillet 2021, lors du meeting Herculis de Monaco, Marco Arop descend pour la première fois sous les 1 min 44 s en portant son record personnel à 1 min 43 s 26, à 6/100e de seconde seulement du record du Canada de Brandon McBride. Il participe ensuite aux Jeux olympiques de Tokyo, mais s'incline lors des demi-finales.
Il remporte par la suite les meetings Ligue de diamant de Eugene (en 1 min 44 s 51) et Lausanne (en 1 min 44 s 50). Il se classe 4e de la finale de la Ligue de diamant à Zurich.

### Médaillé de bronze à Eugene (2022)
En mars 2022, il atteint la finale des championnats du monde en salle à Belgrade, se classant 8e et dernier de la course.
Vainqueur fin mai 2023 du meeting Ligue de diamant de Birmingham, il décroche un deuxième titre de champion du Canada en juin à Langley.
Son objectif principal de la saison est les championnats du monde 2022. À Eugene, en juillet, il remporte la médaille de bronze du 800 m, devancé par le Kényan Emmanuel Korir et l'Algérien Djamel Sedjati.
Il se classe deuxième de la finale de la Ligue de diamant à Zurich, juste derrière Emmanuel Korir

### Champion du monde (2023)
Il se classe deuxième du Meeting de Paris (1 min 43 s 30) début juin 2023, et troisième du Meeting Herculis de Monaco (1 min 43 s 51) fin juillet. Il remporte un troisième titre de champion du Canada le 29 juillet à Langley.
Lors des championnats du monde 2023 à Budapest, il s'impose lors de sa série et de sa demi-finale du 800 m. Le 26 août, il décroche son premier titre mondial après avoir porté une attaque à 250 mètres de l'arrivée et résisté à tous ses adversaires pour l'emporter en 1 min 44 s 24, devant le Kényan Emmanuel Wanyonyi et le Britannique Ben Pattison,.
En finale de la Ligue de diamant, le 17 septembre 2023 à Eugene, Marco Arop se classe deuxième de la course derrière Emmanuel Wanyonyi, mais améliore son propre record national en descendant pour la première fois de sa carrière sous les 1 min 43 s (1 min 42 s 85).

### Vice-champion olympique (2024)
En 2024, Marco Arop remporte les championnats du Canada sur 800 m et se qualifie pour ses deuxièmes Jeux olympiques. A Monaco, dans une course très relevée, il termine 8e et se rapproche de son record de 2023. Aux Jeux olympiques de Paris, il obtient la médaille d'argent, échouant à un centième de l'or remporté par le Kenyan Emmanuel Wanyonyi. Avec un temps de 1 min 41 s 20, il améliore le record du Canada de 1 s 65. Quelques jours plus tard il prend sa revanche sur le Kenyan en remportant en 1 min 41 s 86 le meeting de la Ligue de diamant de Chorzów.
En fin de saison il remporte la course du 1 000 mètres à Zagreb et porte son record du Canada à 2 min 13 s 13. Ce faisant il améliore aussi le record continental, qui datait de plus de 50 ans et était détenu par Rick Wohlhuter.

## Palmarès

### International
| Date | Compétition                        | Lieu             | Résultat | Épreuve | Temps         |
| ---- | ---------------------------------- | ---------------- | -------- | ------- | ------------- |
| 2017 | Championnats panaméricains juniors | Trujillo         | 2e       | 800 m   | 1 min 47 s 08 |
| 2018 | Championnats NACAC                 | Toronto          | 2e       | 800 m   | 1 min 46 s 82 |
| 2019 | Jeux panaméricains                 | Lima             | 1er      | 800 m   | 1 min 44 s 25 |
| 2019 | Championnats du monde              | Doha             | 7e       | 800 m   | 1 min 45 s 78 |
| 2022 | Championnats du monde en salle     | Belgrade         | 8e       | 800 m   | 1 min 47 s 58 |
| 2022 | Championnats du monde              | Eugene           | 3e       | 800 m   | 1 min 44 s 28 |
| 2022 | Ligue de diamant                   | Ligue de diamant | 2e       | 800 m   | 1 min 43 s 38 |
| 2023 | Championnats du monde              | Budapest         | 1er      | 800 m   | 1 min 44 s 24 |
| 2023 | Ligue de diamant                   | Ligue de diamant | 2e       | 800 m   | 1 min 42 s 85 |
| 2024 | Jeux olympiques                    | Paris            | 2e       | 800 m   | 1 min 41 s 20 |

### National
- Championnats du Canada d'athlétisme :
  - Vainqueur en 2018, 2022, 2023, 2024

### Records personnels
| Épreuve      | Épreuve      | Performance        | Lieu         | Date             |
| ------------ | ------------ | ------------------ | ------------ | ---------------- |
| 800 mètres   | En plein air | 1 min 41 s 20 (AR) | Saint-Denis  | 10 août 2024     |
| 800 mètres   | En salle     | 1 min 45 s 50 (NR) | Fayetteville | 27 janvier 2024  |
| 1 000 mètres | En plein air | 2 min 13 s 13 (AR) | Zagreb       | 8 septembre 2024 |
| 1 000 mètres | En salle     | 2 min 14 s 74 (NR) | Boston       | 4 février 2024   |

### Meilleures performances par année
| Année | 800 m         | Date              | Lieu     | Rang |
| ----- | ------------- | ----------------- | -------- | ---- |
| 2016  | 1 min 53 s 12 | 19 juin 2016      | Calgary  |      |
| 2017  | 1 min 47 s 08 | 22 juillet 2017   | Trujillo | 98   |
| 2018  | 1 min 45 s 25 | 8 juin 2018       | Eugene   | 37   |
| 2019  | 1 min 44 s 25 | 10 août 2019      | Lima     | 14   |
| 2020  | 1 min 44 s 14 | 14 août 2020      | Monaco   | 4    |
| 2021  | 1 min 43 s 26 | 9 juillet 2021    | Monaco   | 4    |
| 2022  | 1 min 43 s 38 | 8 septembre 2022  | Zurich   | 2    |
| 2023  | 1 min 42 s 85 | 17 septembre 2023 | Eugene   | 2    |
| 2024  | 1 min 41 s 20 | 10 août           | Paris    | 2    |